# یونگ‌مین کیم
یونگ‌مین کیم (به انگلیسی: Yong-Min Kim) زاده ۸ دسامبر ۱۹۸۸، کشتی گیر کشور کره جنوبی است. از افتخارات وی می‌توان به کسب مدال نقره بازی‌های آسیایی ۲۰۱۴ اشاره کرد.